# 土幕民
土幕民（どまくみん）とは、かつての朝鮮半島に存在した一種のスラム住民のことである。

## 概要
京城府の定義によると「河川敷、或は林野その他、官有地私有地を無断占拠して居住するもの」となっている。朝鮮総督府は、度々取締りを実施したり、社会事業を展開して「土幕の撲滅」を図った。「土幕民」は日本統治時代の朝鮮に入ってから定義された用語であり、それ以前から続く伝統的な用語・カテゴリではない。最終的に、北朝鮮地域では一連の社会主義化政策で消滅し、韓国地域では朴正煕大統領による「漢江の奇跡」と呼ばれる経済成長政策で自然消滅した。

## 土幕の種別

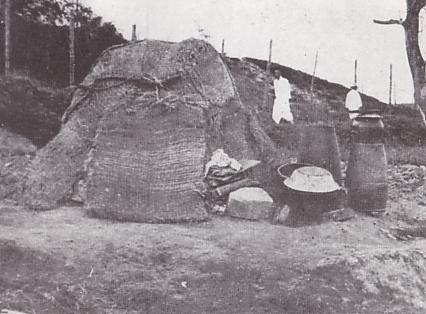
A型の土幕家屋、1936年頃

京城帝国大学衛生調査部では、土幕を以下のように分類している。
A型家屋
外見上、竪穴建物と見間違えるような原始的な土幕で土間のみの構造である。そのため、朝鮮の伝統的暖房設備であるオンドルすら存在しない。
B型家屋
A型家屋に比べれば、いくらか「まし」な掘立柱建物であるが、広さはA型よりも若干広い程度である。オンドルも設けられている。
C型家屋
B型家屋が発達したものである。B型家屋に居住して、ある程度生活に余裕が出来ると、横に建て増しして部屋数を多くしたものである。

## 土幕民の日本進出
韓国併合以後、朝鮮人は日本（内地）各地に移り住むようになった。いわゆる在日朝鮮人である。そして、彼らは内地においても土地を不法占拠し、土幕を形成するようになった。酒井利男によると、昭和初期に大阪市内だけでも144戸の土幕が存在していたという。やがて、彼らは集住するようになり朝鮮人地区を形成することになった。